# Selaginella bradeorum
Selaginella bradeorum là một loài dương xỉ trong họ Selaginellaceae. Loài này được Hieron. mô tả khoa học đầu tiên.